# Premi Emmy 1950
La cerimonia dei Premi Emmy 1950, nota retroattivamente come 2ª edizione dei Primetime Emmy Awards (2nd Annual Primetime Emmy Awards), si è tenuta all'Ambassador Hotel di Los Angeles il 27 gennaio 1950. Come i Premi Emmy 1949, i premi furono principalmente assegnati a spettacoli e stazioni televisive di Los Angeles.
Furono introdotte numerose categorie, tra le quali il "Best Sports Coverage".

## Primetime Emmy Awards

### Miglior spettacolo per bambini
- Time for Beany, KTLA
- Cyclone Malone, KNBH
- Kukla, Fran and Ollie, KNBH

### Miglior spot
- Lucky Strike

### Miglior spettacolo Kinescope
- Texaco Star Theatre, KNBH
- Studio One, KTTV
- The Fred Waring Show, KTTV
- The Goldbergs, KTTV

### Miglior spettacolo dal vivo
- The Ed Wynn Show, KTTV
- Pantomime Quiz, KTTV
- Your Witness, KECA

### Miglior personalità in spettacoli Kinescope
- Milton Berle, KNBH
- Arthur Godfrey, KTTV
- Fran Allison, KNBH

### Migliore personalità dal vivo
- Ed Wynn, KTTV
- Bill Welsh, KFI e KTLA
- Tom Harmon, KECA e KFI
- Mike Stokey, KTTV e KTLA

### Migliore copertura sportiva
- Wrestling, KTLA
- Amateur Boxing, KTLA
- Baseball, KLAC
- College Basketball, KTTV
- Ice Hockey, KTLA
- USC-UCLA Football, KECA